# Lahoma
Lahoma és un poble dels Estats Units a l'estat d'Oklahoma. Segons el cens del 2000 tenia 577 habitants.

## Demografia
Segons el cens del 2000, Lahoma tenia 577 habitants, 244 habitatges, i 164 famílies. La densitat de població era de 742,6 habitants per km².
Dels 244 habitatges en un 30,3% hi vivien nens de menys de 18 anys, en un 49,6% hi vivien parelles casades, en un 15,2% dones solteres, i en un 32,4% no eren unitats familiars. En el 30,3% dels habitatges hi vivien persones soles el 10,2% de les quals corresponia a persones de 65 anys o més que vivien soles. El nombre mitjà de persones vivint en cada habitatge era de 2,36 i el nombre mitjà de persones que vivien en cada família era de 2,94.
Per edats la població es repartia de la següent manera: un 24,4% tenia menys de 18 anys, un 10,2% entre 18 i 24, un 28,4% entre 25 i 44, un 24,3% de 45 a 60 i un 12,7% 65 anys o més.
L'edat mediana era de 37 anys. Per cada 100 dones de 18 o més anys hi havia 84 homes.
La renda mediana per habitatge era de 30.227 $ i la renda mediana per família de 37.875 $. Els homes tenien una renda mediana de 25.625 $ mentre que les dones 18.462 $. La renda per capita de la població era de 14.111 $. Entorn del 4,9% de les famílies i el 8,9% de la població estaven per davall del llindar de pobresa.

## Poblacions més properes
El següent diagrama mostra les poblacions més properes.